# Oriolus hosii
Oriolus hosii là một loài chim trong họ Oriolidae.